# Густынский монастырь
Густынский Свято-Троицкий монастырь ― женский монастырь Нежинской епархии Украинской православной церкви, памятник архитектуры национального значения, расположенный в селе Густыня Черниговской области Украины. Один из выдающихся памятников украинского барокко. Место создания Густынской летописи.

## Статус
Постановлением Совета Министров УССР от 24.08.1963 № 970 «Про упорядочение дела учёта и охраны памятников архитектуры на территории Украинской ССР» («Про впорядкування справи обліку та охорони пам’ятників архітектури на території Української РСР») комплексу зданий монастыря присвоен статус памятник архитектуры национального значения с охранным № 859 под названием Густынский монастыр. Комплекс включает 7 объектов — памятников архитектуры национального значения: Троицкий собор, Петропавловская церковь, Воскресенская церковь, Надвратная Николаевская церковь-колокольня, Корпус настоятеля, Гостиница, Стены и ворота.

## История монастыря
Основан в 1600 году иеросхимонахом Иоасафом, пришедшим с Афона в Киево-Печерскую Лавру. Вскоре по случаю болезни Иоасафа, из Киево-Печерской Лавры для устроения монастыря прибыл старец Исаия Копинский, впоследствии митрополит Киевский. Исаия Копинский ещё при жизни первого игумена Иоасафа (начиная где-то с 1615) в течение двух десятилетий управлял Густынским монастырём, все настоятели в те годы фактически были его наместниками. При его влиянии, монастырю были пожалованы земельные угодья и привилегии владельцем этих мест князем Михаилом Корибут-Вишневецким и его женой Раиной Могилянкой. В 1614 году построена деревянная Троицкая церковь. В 1615 году Корибут-Вишневецкий дал монастырю право владения островом, где стоял монастырь.

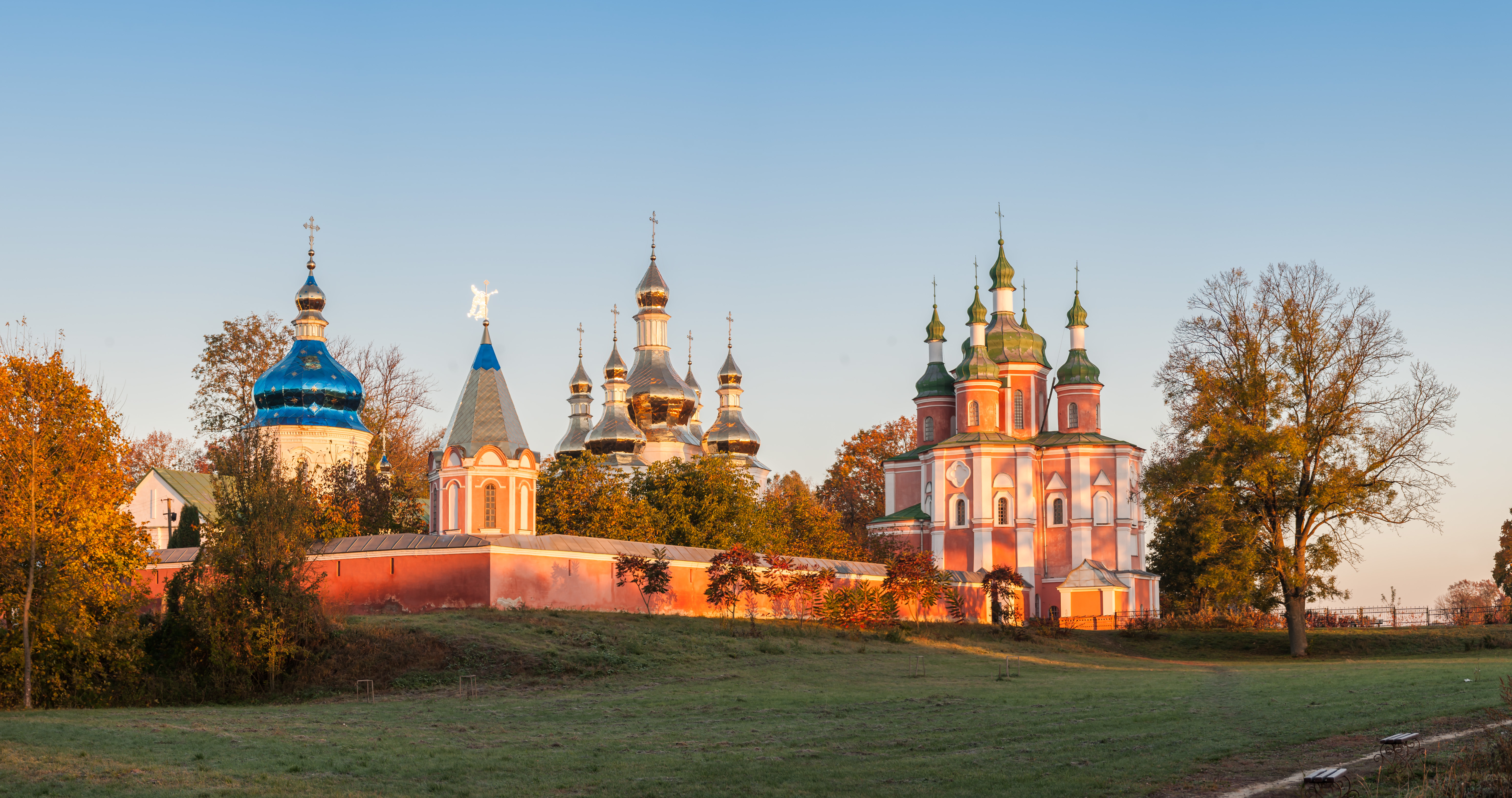
Густынский монастырь

В 1620 году, при возвращении из Москвы через Украину, Густынский монастырь по приглашению гетмана Петра Сагайдачного посетил иерусалимский патриарх Феофан.
Пожары, бывшие в 1625 и 1636 гг., уничтожили почти все сооружения. В 1636 году монастырь сгорел дотла, «со всей украшением и лепота». Пепелище было настолько ужасным, что монахи решили отстроить монастырь на новом месте. Только за два года (1636—1637) удалось построить Успенскую церковь с трапезной, братские кельи, перенести старую колокольню, оградить монастырь и окопать его рвом.
За поддержку левобережными монастырями народных восстаний против шляхты, Иеремия Вишневецкий начал карать не только казаков и крестьян, но и монахов. Игумен Василий с монахами Густынского монастыря, не дожидаясь своей очереди и прихватив всё ценное, бежали в Путивль, «в чужую землю Московськую», как записал летописец.
В 1639 году монастырь посетил митрополит Пётр Могила и привёз с собой нового игумена из Лавры Илию Торского. Он назначил игумена и приказал построить новую большую церковь. На строительство церкви в 1641 году игумен выпросил значительную помощь от молдавского господаря Василия Лупу и от московского царя Михаила Фёдоровича. За пять лет монастырь был восстановлен, построена церковь.
В свое время Густынский монастырь считался выдающимся культурным и литературным центром. Именно в нём была создана Густынская летопись начала XVII в., — полагают, что составил её Захария Копыстенский, архимандрит Киевской лавры. На основании источников, история Украины в ней излагается с древнейших времен до 1597 года включительно. Автор рассказывает о главных событиях в Украине, о политике литовских князей, Польши и Турции относительно Украины, о захватнических нападениях турок и татар. Заканчивается летопись разделами «О происхождении казаков», «О начале унии» и «О введении нового календаря». В предисловии автор призывает соотечественников больше интересоваться родной историей, накапливать знания и передавать их следующим поколениям.
Густынская летопись рассказывает, что Троицкая церковь стоит на телах трёх мучеников. Из летописи узнаём и о трагедии, которая разыгралась в 1640 году: татары из Крыма пришли под самый Киев и только там, получив отпор, пронеслись назад до Перекопа, яростно выжигая на своём пути казацкие сёла и хутора. Очень пострадали и Прилуки. Когда всё угомонилось, через три дня, путники вблизи монастыря увидели порезанных детей, брошенных на распутье и принесли их в монастырь. Игумена Ильи на то время не было, и кто-то из монахов распорядился похоронить детей в старой келье. А потом об этом и вовсе забыли, и даже отцу-игумену не доложили. Однажды отец Илья во сне увидел трёх детей, молившихся пред Богом и просивших милости Божией Густынский обители и её братии. Игумен рассказал об этом монахам, тогда же кто-то и вспомнил о погребении, их раскопали, найдя тела мучеников-младенцев нетленными и, положив в гробнице-раки, торжественно похоронили посреди монастыря, где началось строительство новой церкви. Над могилой воздвигли алтарь в честь Святой Троицы. 

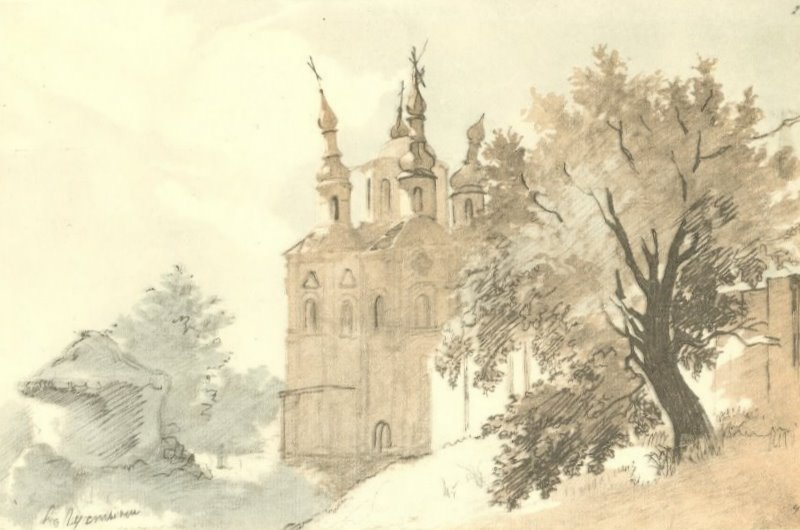
Тарас Шевченко. «В Густыни» (1845).

В 1648 году монастырь разрушили повстанцы, но Богдан Хмельницкий взял эту обитель под свою «протекцию и оборону» и обеспечил её земельные владения, подтвердив это своим универсалом 1655 года.
В 1654 году, уезжая из Киева в Москву, Густыню посетил антиохийский патриарх Макарий с сыном Павлом Алеппским, который оставил превосходное описание монастыря. Особенно высокопоставленных путешественников поразила красота иконостаса Троицкой церкви.
Пожар 1671 года уничтожил Троицкую церковь, колокольню, кельи и бытовые здания. Остались только Успенская трапезная церковь, церковь Петра и Павла. Восстановление началось с игуменского, Варваринского корпуса с кельями, воротами и колокольней. До 1672 года построены новые здания взамен уничтоженных, а в 1674—1676 гг. на средства гетмана Ивана Самойловича было начато строительство новой большой каменной пятиглавый Троицкий церкви, существующей и поныне.
В монастыре в 1675 году, в день Сошествия Святого Духа, был посвящён в иереи будущий митрополит Ростовский Димитрий. Здесь жил Иоасаф Белгородский. В 1696-1697 годах игуменом монастыря был Прокопий Калачинский.
23 мая 1675 года Троицкая церковь была освящена архиепископом Черниговским Лазарем Барановичем. В 1670—1680 гг. монастырю всячески помогали и о нём заботились гетманы Иван Самойлович и Иван Мазепа, прилуцкий полковник Лазарь Горленко, а в 1690-х гг. его сын, также прилуцкий полковник Дмитрий Лазаревич Горленко. Монастырь украсился новыми монументальными сооружениями, обогащается новыми владениями. На средства полковника Дмитрия Горленко возвели высокие кирпичные стены вокруг монастыря, построили каменные надвратные церкви ― Николаевскую с запада и Петропавловскую с востока.
В конце XVII века полковник Дмитрий Горленко, дабы надёжно защитить монастырь, построил вокруг него грандиозные стены с воротами и башнями. Были они с двухъярусными аркадами, внутренними проходами внутри стены и с узкими бойницами. Это была уникальная архитектурная достопримечательность. В 1734 году восточную часть стен перестроили, новые стены декорировали с внутренней стороны фигурными арками. Значительная перестройка стен состоялась в 1754—1756 гг., общая длина их достигала 558 метров. Реставрацию стен провели в 1850-х гг. Сейчас крепостные стены потеряны почти полностью, их строят заново.
Кроме Самойловича, и другие гетманы, а также казацкая старшина дарила монастырю земли, сёла и хутора. В середине XVIII века монастырю принадлежало более трёх тысяч десятин в Черниговской губернии и более трёх тысяч душ крестьян. Гетман Мазепа построил каменную церковь Успения Богородицы. Богатством монастырь уступал только Киево-Печерской лавре..
В конце XVIII века монастырь был одним из богатейших на Украине, но в 1786 году российское правительство секуляризировало его владения. Екатерина II указом 1786 года перевела монастырь к разряду «внештатных», а потом его и вовсе ликвидировали. После утверждения штатов для монастырей, в 1793 году Густынский монастырь закрыли. Более 50 лет он простоял недействующим; ограждение, здания, церкви были повреждены, полуразрушены.
Восстановление началось в 1841 году с подачи одной из крупнейших помещиц Украины — княгини Варвары Репниной-Волконской, урождённой графини Разумовской, на средства, собранные жителями Полтавщины. В 1843 году вышел указ Синода о присвоении монастырю 3-го класса, а ещё через полгода ― 15 мая 1844 года, на праздник, в день Святой Троицы состоялось торжественное открытие монастыря. Но с восстановлением не спешили. Тогда же, в 1844 году, настоятелем в Густыню Синод назначил бывшего архимандрита одного из монастырей Санкт-Петербургской епархии Варсонофия. Как писал Александр Кониский, «… первым делом таких основателей ― изуродовать в монастыре и в церквях всё, что напоминает украинскую самобытность, всё, что не подходит под мерку и вкус московско-византийского монашеского деспотизма и аскетизма». 

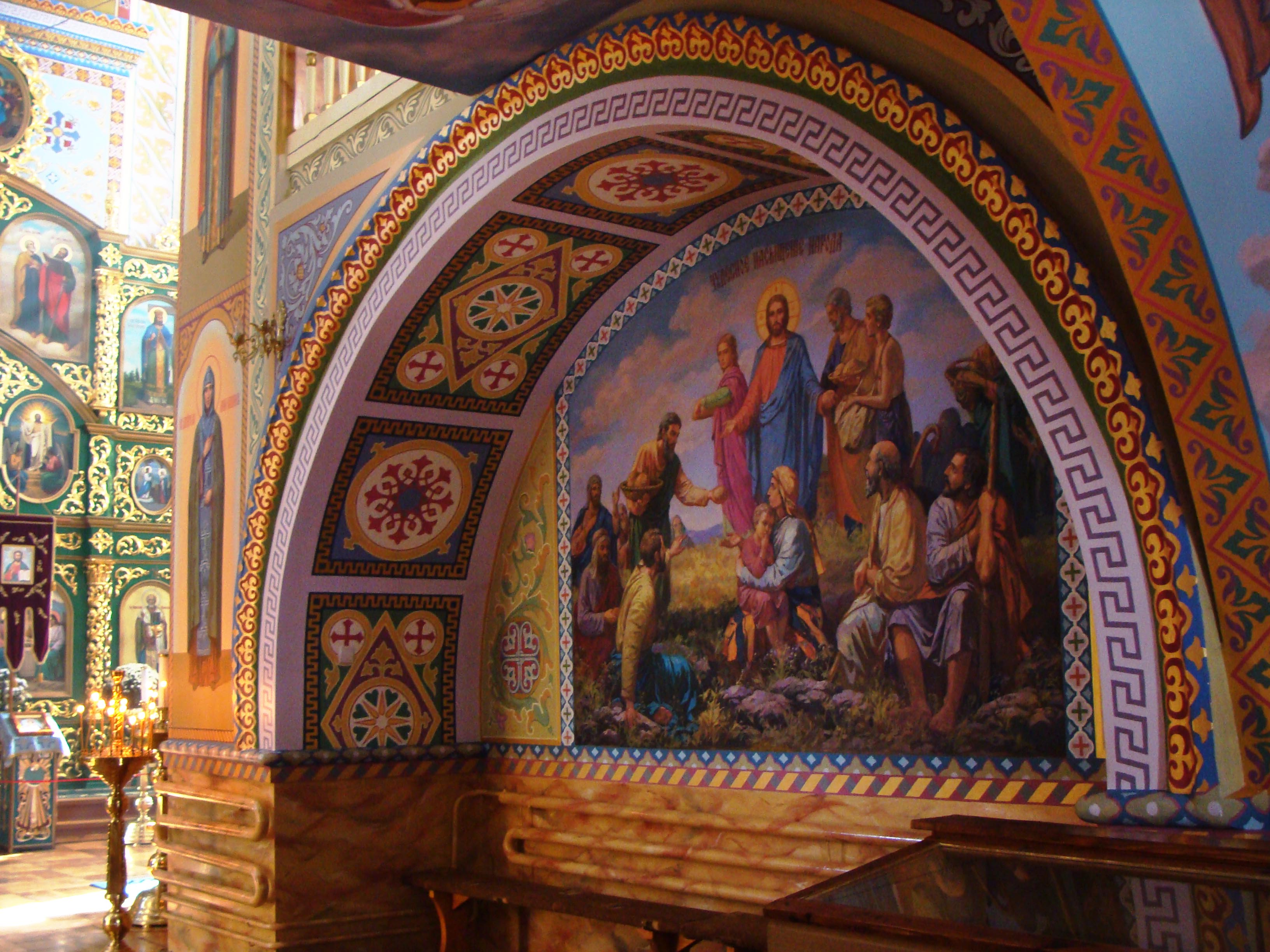
Академическая роспись Троицкой церкви

В главной Троицкой церкви уничтожили портреты князя Вишневецкого и Ивана Мазепы, засыпали родовой склеп Горленко, сняли с образов и переплавили драгоценные одеяния с гербами Горленко и Самойловичей. Древние иконостасы и казацкие иконы заменили новыми, заказанными в Петербурге. Однако за годы своего настоятельства Варсонофий также возобновил полуразрушенные церкви, построил колокольню и гостиницу, два флигеля для монахов, хозяйственный двор с амбарами и конюшнями.
28 июня 1845 года на Прилутчине побывал Тарас Шевченко, намереваясь изобразить архитектурные и исторические памятники древней земли. В том же 1845 году на территории монастыря похоронен генерал-губернатор Малороссии князь Николай Григорьевич Репнин, а потом и его жена Варвара Алексеевна. Впоследствии под Трапезной церковью был устроен семейный склеп Репниных-Волконских. В Троицкой церкви появились склепы Горленковых и Марковичей.
В монастыре, после возрождения, его одна за другой восстанавливались церкви. Все они в какой-то мере были перестроены, модернизированы, некоторые сооружения от этого значительно потеряли, осталась незыблемой и неизменной только главная Троицкая церковь. Архимандрит Нектарий в конце XIX в. восстановил пруд с пятью мостиками, сад возле монастыря, начал декоративный парк вокруг монастырских стен. Были высажены деревья, устроены цветники, аллеи с беседками и удобными скамейками, построена ограда с калитками. Перед монастырём удивляли богомольцев солнечные часы с причудливыми знаками зодиака. Густыня вновь стала местом паломничества и святым местом. Под её стенами собирались многолюдные ярмарки, икону Густынской Божией Матери торжественно выносили из Троицкой церкви и ставили в часовне посреди ярмарки.
Монастырь процветал до 1917 г. 14 августа 1920 г. «руководителем» монастыря стал Прилуцкий отдел народного образования, который устроил здесь детскую колонию, просуществовавшую до начала 1941 г. Монастырь потерял все права на землю, инвентарь, имущество, урожай, продукты питания. Монахам выдавали лишь скудный паёк.
Созданная советской властью ликвидационная комиссия Густынского монастыря стала особенно активно действовать в 1923 году Сергию (Лубенцову), последнему архимандриту монастыря и братии в количестве 48 человек были выделены звоноверховий дом и сарай, церкви закрыли.
В марте 1924 года монастырь был закрыт, на этот раз надолго. Иконы и резной иконостас XVII в. были изрублены на дрова, В 1930-х гг. было принято решение о полном разрушении Густынского монастыря, но прихожане смогли отстоять монастырь.
В 1943 года, при немецкой оккупации, было разрешено поселиться здесь монашкам из закрытого советскими властями Ладанского Покровского монастыря, монастырь вновь возродился как женский. Его возглавила игумения Евстолия. Монастырь разместился в двухэтажном Варвинском корпусе. Богослужение совершалось в Воскресенской церкви. В 1958 г. после смерти Евстолии монастырь возглавила игумения Рафаила.
В 1940-х гг. на территории монастыря был размещён психоневрологический диспансер. Самих же монахинь в 1959 г., 12 июля, на праздник Петра и Павла, после очередного закрытия Густынской обители, выставили за ворота. В послевоенное время в монастыре жили инвалиды и пожилые люди. Иконы частично были перевезены в Прилуцкий Сретенский собор, а остальные вывез в церковь села Ряшки священник. Позже эта церковь сгорела вместе с иконами. Монастырь до 1993 г. был интернатом для престарелых. В 1993 г. монахини вернулись, монастырь опять стал действующим.

## Современность

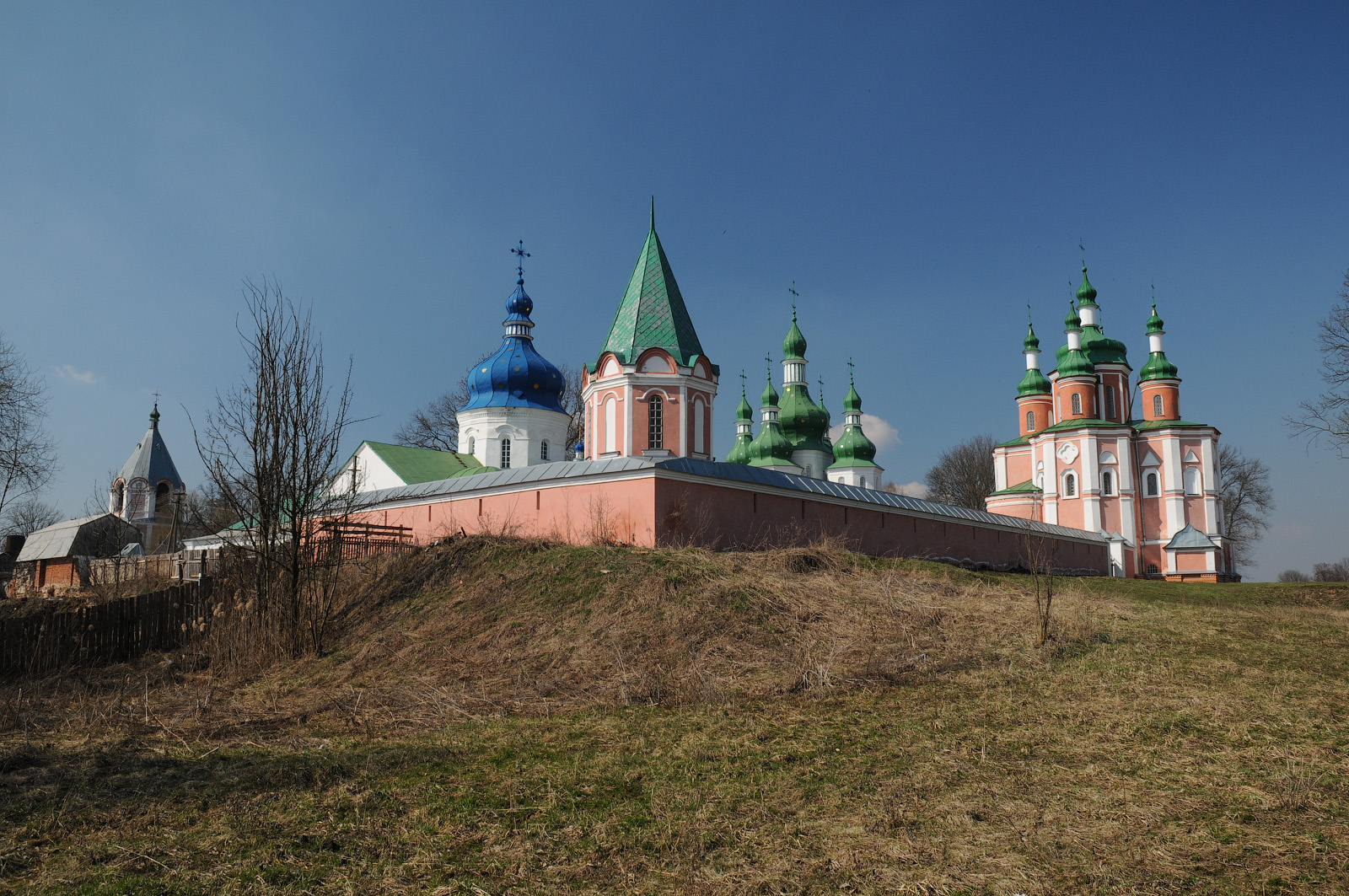
Общий вид монастыря после реставрации

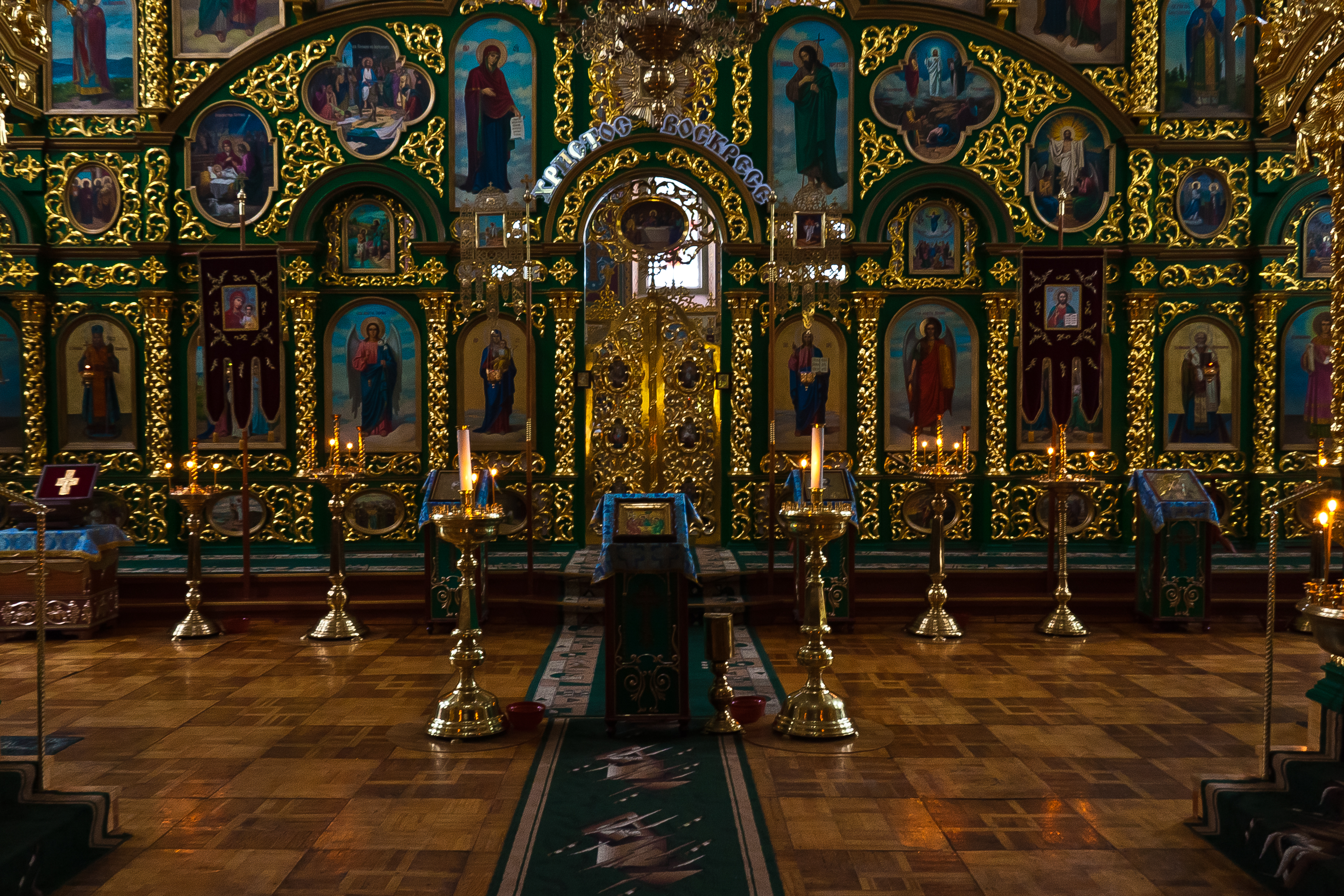
Иконостас Троицкой церкви

Первая божественная литургия состоялась 17 декабря 1993 г., когда был освящён престол в Воскресенском храме. Среди монахинь немало достаточно молодых, до тридцати лет, причём у многих дипломы вузов. Сегодня Густыня полностью обеспечивает себя всем необходимым. Храмов в монастыре пять:
- соборный Троицкий, каменный построен в 1676 г. на месте сгоревшего в 1671 г.;
- во имя свв. апп. Петра и Павла (1693—1708);
- во имя Воскресения Христова бывший Успенский трапезный (XVIII в.);
- во имя свт. Николая Чудотворца, над воротами (1693—1708);
- во имя св. вмц. Варвары домовый при настоятельных кельях (XVII в.), возобновлён в 1844—1845 гг.

За последние 20 лет восстановлены Свято-Троицкий собор и Николаевская церковь, отреставрированы колокольня и ограждение монастыря. В 1994 г. восстановлена Воскресенская церковь, в 1997 г. Троицкая, в 1999 г. Николаевская, в 2000 г. Петро-Павловская церковь. К торжествам по случаю 400-летия обители написана большая икона.
В 2020 году началась реставрация Густынской (Казацкой) гати, которая в прошлом была главной дорогой, ведущей к центральному входу в монастырь.
В монастыре 53 га земли, есть животноводческая ферма, птицеферма, есть мини-пекарня, своя сельхозтехника. При обители действует детская воскресная школа, имеется паломническая гостиница, функционирует монастырская аптека. Игуменья направляет музыкально одарённых насельниц в Черниговское Духовное училище, в монастыре профессиональные регенты.

## Исторические памятники
- В XVII в. в монастыре созданы выдающиеся памятники украинской историографии: «Густынская летопись», охватывающая историю Украины со времён Киевской Руси до 1597 г., и «Летопись монастыря Густынского».
- Святыни: Густынская чудотворная икона Божией Матери (с левой стороны иконостаса Троицкой церкви) и мощевичок с частицами мощей святителей Феодосия Черниговского, Иоасафа Белгородского, Димитрия Ростовского, преподобных Лаврентия Черниговского, Кукши Одесского, великомучеников Варвары и других святых.